# Douglas Shearer
Douglas Graham Shearer (* 17. November 1899 in Westmount, Kanada; † 5. Januar 1971 in Culver City, Kalifornien, USA) war einer der bedeutendsten Tontechniker der US-amerikanischen Filmindustrie.

## Leben
Douglas Shearer, der Ingenieurwissenschaften studiert hatte, kam während eines Besuchs seiner Schwester, dem Hollywoodstar Norma Shearer, in Kontakt mit den Technikern von deren Studio MGM, wo er zunächst für die technische Instandhaltung der Kameras und Projektoren verantwortlich war. Seine andere Schwester, die Schauspielerin Athole Shearer, war mit Howard Hawks verheiratet. 
Während der Umstellung vom Stummfilm zum Tonfilm übernahm er die Verantwortung für die neu gegründete Tonabteilung, wo er rasch zu einem der innovativsten Techniker der gesamten Industrie wurde. Douglas Shearer entwickelte unter anderem ein Verfahren, bei dem die Tonspur direkt auf die Filmspur kopiert wurde, was die Aufnahmetechnik erheblich verbesserte. 
In seiner über 40-jährigen Karriere beim Film gewann er insgesamt 7 Oscars, wurde 14 weitere Male für den Oscar nominiert und war ständig an der Weiterentwicklung von Aufnahmetechnik und Mikrophoneinsatz beteiligt. Für die technischen Neuerungen erhielt er sieben weitere Oscars.
Shearer war in erster Ehe mit Marion Benedict Tilden verheiratet, die sich 1931 das Leben nahm. Mit seiner zweiten Ehefrau, Ann Lee Cunningham, hatte er zwei Söhne, Stephen Douglas (* 1935) und Mark Schuyler (* 1937). Seine dritte Ehefrau war Avice Curry Whittingham, die zwei Kinder mit in die Ehe brachte. 

## Filmografie (Auswahl)
- 1928: Weiße Schatten (White Shadows in the South Seas)
- 1929: Hallelujah (Hallelujah!)
- 1929: Dynamit (Dynamite)
- 1929: Der jüngste Leutnant (Devil-May-Care)
- 1930: Venus auf Reisen (Chasing Rainbows)
- 1930: Die Frau für alle (The Divorcee)
- 1930: Banditenlied (The Rogue Song)
- 1930: Buster rutscht ins Filmland (Free and Easy)
- 1930: Der brave Soldat Elmer (Doughboys)
- 1930: Hölle hinter Gittern (The Big House)
- 1930: Jenny Lind (A Lady’s Morals)
- 1930: Jenseits des Lebens (Redemption)
- 1930: Madam Satan
- 1931: Der Mut zum Glück (A Free Soul)
- 1931: The Guardsman
- 1931: Buster hat nichts zu lachen (Sidewalks of New York)
- 1931: Vollblut (Sporting Blood)
- 1931: Wolkenstürmer (Hell Divers)
- 1932: Wer andern keine Liebe gönnt (The Passionate Plumber)
- 1932: Der schöne Karl (Downstairs)
- 1932: Arsene Lupin, der König der Diebe (Arsène Lupin)
- 1932: Liebesleid (Smilin' Through)
- 1932: Dschungel im Sturm (Red Dust)
- 1932: Die Maske des Fu-Manchu (The Mask of Fu Manchu)
- 1932: Zahlungsaufschub (Payment Deferred)
- 1932: Frechheit siegt (Fast Life)
- 1932: Flirt (Huddle)
- 1932: Der Theaterprofessor (Speak Easily)
- 1933: Rendez-vous in Wien (Reunion in Vienna)
- 1933: Der Boxer und die Lady (The Prizefighter and the Lady)
- 1933: Liebeslied der Wüste (The Barbarian)
- 1933: Die Hafen-Annie (Tugboat Annie)
- 1933: Sexbombe (Bombshell)
- 1933: Die Hölle aus Stahl (Hell Below)
- 1933: Ganovenbraut (Hold Your Man)
- 1933: Rückkehr aus der Fremde (The Stranger’s Return)
- 1933: Herz zu verschenken (Beauty for Sale)
- 1933: Bier her! (What! No Beer?)
- 1933: Ein Mann geht seinen Weg (Looking Forward)
- 1934: Zwei Herzen auf der Flucht (Fugitive Lovers)
- 1934: Schrei der Gehetzten (Viva Villa!)
- 1934: Tarzans Vergeltung (Tarzan and His Mate)
- 1934: Manhattan Melodrama
- 1934: Der dünne Mann (The Thin Man)
- 1934: Geheimagent 13 (Operator 13)
- 1934: Millionäre bevorzugt (The Girl from Missouri)
- 1934: Gauner auf Urlaub (Hide-Out)
- 1934: Ich kämpfe für dich (Evelyn Prentice)
- 1935: Nach Büroschluss (After Office Hours)
- 1935: Tolle Marietta (Naughty Marietta)
- 1935: Der elektrische Stuhl (The Murder Man)
- 1935: Flucht aus Paris (A Tale of Two Cities)
- 1935: Spione küßt man nicht (Rendezvous)
- 1935: Helden von heute (West Point of the Air)
- 1935: Der Polizeibericht meldet … (Woman Wanted)
- 1935: Ein Arzt für alle Fälle (Society Doctor)
- 1935: Das Rätsel von Zimmer 309 (One New York Night)
- 1935: Blutige Perlen (Whipsaw)
- 1936: San Francisco
- 1936: Tarzans Rache (Tarzan Escapes)
- 1937: Maienzeit (Maytime)
- 1937: Night Must Fall
- 1937: Saratoga
- 1938: Of Human Hearts
- 1938: Der Testpilot (Test Pilot)
- 1938: Marie-Antoinette (Marie Antoinette)
- 1938: Teufelskerle (Boys Town)
- 1938: Rich Man, Poor Girl
- 1938: Love Finds Andy Hardy
- 1938: Zu heiß zum Anfassen (Too Hot to Handle)
- 1938: Singende Herzen (Sweethearts)
- 1939: Tarzan und sein Sohn (Tarzan Finds a Son!)
- 1939: Der Zauberer von Oz (The Wizard of Oz)
- 1939: Musik ist unsere Welt (Babes in Arms)
- 1939: Ninotschka (Ninotchka)
- 1939: Balalaika
- 1940: Nordwest-Passage (Northwest Passage)
- 1940: Der Draufgänger (Boom Town)
- 1940: Heiße Rhythmen in Chicago (Strike Up the Band)
- 1940: Comrade X
- 1940: Flight Command
- 1941: Die Frau mit der Narbe (A Woman’s Face)
- 1941: Die Marx Brothers im Kaufhaus (The Big Store)
- 1941: Fluchtweg unbekannt (They Met in Bombay)
- 1941: Mädchen im Rampenlicht (Ziegfeld Girl)
- 1941: Arzt und Dämon (Dr. Jekyll and Mr. Hyde)
- 1941: The Chocolate Soldier
- 1941: Tarzans geheimer Schatz (Tarzan's Secret Treasure)
- 1941: Der Tote lebt (Johnny Eager)
- 1942: Tarzans Abenteuer in New York (Tarzan's New York Adventure)
- 1942: Mrs. Miniver
- 1942: Die Spur im Dunkel (Eyes in the Night)
- 1943: Und das Leben geht weiter (The Human Comedy)
- 1943: Bataan
- 1943: Madame Curie
- 1943: Kampf in den Wolken (A Guy Named Joe)
- 1944: Das siebte Kreuz (The Seventh Cross)
- 1944: Dreißig Sekunden über Tokio (Thirty Seconds Over Tokyo)
- 1944: Meet Me in St. Louis
- 1944: Kismet
- 1944: Kleines Mädchen, großes Herz (National Velvet)
- 1945: Broadway Melodie 1950 (Ziegfeld Follies)
- 1945: Yolanda und der Dieb (Yolanda and the Thief)
- 1945: Weekend im Waldorf (Week-End at the Waldorf)
- 1945: Schnellboote vor Bataan (They Were Expendable)
- 1946: The Harvey Girls
- 1946: Bis die Wolken vorüberzieh’n (Till the Clouds Roll By)
- 1946: Ball in der Botschaft (Holiday in Mexico)
- 1946: Geheimnis des Herzens (The Secret Heart)
- 1946: Eine Falle für den Banditen (Bad Bascomb)
- 1947: Anklage: Mord (High Wall)
- 1947: Endlos ist die Prärie (The Sea of Grass)
- 1947: Der Windhund und die Lady (The Hucksters)
- 1947: Taifun (Green Dolphin Street)
- 1947: Good News
- 1947: Bezaubernde Lippen (This Time for Keeps)
- 1947: Liebe auf den zweiten Blick (Living in a Big Way)
- 1947: Hoppla, hier kommt Merton! (Merton of the Movies)
- 1947: Tanz ohne Ende (The Unfinished Dance)
- 1947: Ihre beiden Verehrer (It Happened in Brooklyn)
- 1947: Killer McCoy
- 1948: Der Pirat (The Pirate)
- 1948: Words and Music
- 1948: Der Superspion (A Southern Yankee)
- 1948: Dr. Johnsons Heimkehr (Homecoming)
- 1948: Akt der Gewalt (Act of Violence)
- 1948: Liebe an Bord (Luxury Liner)
- 1948: Ein Bandit zum Küssen (The Kissing Bandit)
- 1948: Auf einer Insel mit dir (On an Island with You)
- 1949: The Stratton Story
- 1949: Kleine tapfere Jo (Little Women)
- 1949: Der geheime Garten (The Secret Garden)
- 1949: Die Tänzer vom Broadway (The Barkleys of Broadway)
- 1949: Griff in den Staub (Intruder in the Dust)
- 1949: Madame Bovary und ihre Liebhaber (Madame Bovary)
- 1949: Hoher Einsatz (Any Number Can Play)
- 1949: Kesselschlacht (Battleground)
- 1949: Malaya
- 1949: Verlorenes Spiel (East Side, West Side)
- 1949: Kuß um Mitternacht (That Midnight Kiss)
- 1949: Spiel zu dritt (Take Me Out to the Ball Game)
- 1949: Mein Traum bist Du (My Dream Is Yours)
- 1949: Sumpf des Verbrechens (Scene of the Crime)
- 1949: Frauen um Dr. Corday (The Doctor and the Girl)
- 1950: Drohende Schatten (Shadow on the Wall)
- 1950: Die Letzten von Fort Gamble (Ambush)
- 1950: Ein charmanter Flegel (Key to the City)
- 1950: Drei Männer für Alison (Please Believe Me)
- 1950: Duell in der Manege (Annie Get Your Gun)
- 1950: Nancy geht nach Rio (Nancy Goes to Rio)
- 1950: Der Unglücksrabe (The Yellow Cab Man)
- 1950: The Magnificent Yankee
- 1950: Der einsame Champion (Right Cross)
- 1950: Brustbild, bitte! (Watch the Birdie)
- 1950: Tod im Nacken (To Please a Lady)
- 1950: Wilde Jahre in Lawrenceville (The Happy Years)
- 1950: Blutiger Staub (The Outriders)
- 1950: Liebeslied auf Tahiti (Pagan Love Song)
- 1950: Mein Leben gehört mir (A Life of Her Own)
- 1951: Der große Caruso (The Great Caruso)
- 1951: Colorado (Across the Wide Missouri)
- 1951: Hübsch, jung und verliebt (Rich, Young and Pretty)
- 1951: Der Gauner und die Lady (The Law and the Lady)
- 1951: Grund zur Aufregung (Cause for Alarm!)
- 1951: Drei auf Abenteuer (Soldiers Three)
- 1951: Von Gier besessen (Inside Straight)
- 1951: Kind Lady
- 1951: Anwalt des Verbrechens (The Unknown Man)
- 1951: Der Mordprozeß O’Hara (The People Against O’Hara)
- 1951: Der Cowboy, den es zweimal gab (Callaway Went Thataway)
- 1951: Karneval in Texas (Texas Carnival)
- 1951: Begegnung in Tunis (The Light Touch)
- 1952: Mann gegen Mann (Lone Star)
- 1951: Der Mann in Schwarz (The Man with a Cloak)
- 1952: Du sollst mein Glücksstern sein (Singin' in the Rain)
- 1952: Männer machen Mode (Lovely to Look At)
- 1952: The Hoaxters
- 1952: Die goldene Nixe (Million Dollar Mermaid)
- 1952: Die letzte Entscheidung (Above and Beyond)
- 1952: Nur dies eine Mal (Just This Once)
- 1952: Mädels ahoi (Skirts Ahoy!)
- 1952: Frau in Weiß (The Girl in White)
- 1952: Die Schönste von New York (The Belle of New York)
- 1952: Stärker als Ketten (Carbine Williams)
- 1952: Verkauft und verraten (The Sellout)
- 1952: Abenteuer in Rom (When in Rome)
- 1952: Geborgtes Glück (Invitation)
- 1953: War es die große Liebe? (The Story of Three Loves)
- 1953: Arzt im Zwielicht (Battle Circus)
- 1953: Lili
- 1953: Ein verwöhntes Biest (The Girl Who Had Everything)
- 1953: Arena
- 1953: Sprung auf, marsch, marsch! (Take the High Ground!)
- 1953: Eine Leiche auf Rezept (Remains to bei Seen)
- 1953: Du bist so leicht zu lieben (Easy to Love)
- 1953: Die schwarze Perle (All the Brothers Were Valiant)
- 1953: Verrat im Fort Bravo (Escape from Fort Bravo)
- 1953: Die Wasserprinzessin (Dangerous When Wet)
- 1953: Eine Chance für Suzy (Give a Girl a Break)
- 1954: Symphonie des Herzens (Rhapsody)
- 1954: Alt Heidelberg (The Student Prince)
- 1954: Die Intriganten (Executive Suite)
- 1954: Verwegene Landung (Men of the Fighting Lady)
- 1954: Das Tal der Könige (Valley of the Kings)
- 1954: Eine Braut für sieben Brüder (Seven Brides for Seven Brothers)
- 1954: Ihre zwölf Männer (Her Twelve Men)